# Contipus immarginatus
Contipus immarginatus är en skalbaggsart som beskrevs av Lewis 1906. Contipus immarginatus ingår i släktet Contipus och familjen stumpbaggar. Inga underarter finns listade i Catalogue of Life.